# 1. deild karla 2019
La 1. deild karla 2019 è stata la sessantacinquesima edizione della seconda serie del campionato islandese di calcio. La stagione è iniziata il 4 maggio e si è conclusa il 21 settembre 2019. Il Grótta ha conquistato il trofeo per la prima volta nella sua storia.

## Squadre partecipanti
| Squadra           | Città         |
| ----------------- | ------------- |
| Afturelding       | Mosfellsbær   |
| Fjölnir           | Reykjavík     |
| Fram Reykjavík    | Reykjavík     |
| Grótta            | Seltjarnarnes |
| Haukar            | Hafnarfjörður |
| Keflavík          | Keflavík      |
| Leiknir           | Reykjavík     |
| Magni             | Grenivík      |
| Njarðvík          | Njarðvík      |
| Víkingur Ólafsvík | Ólafsvík      |
| Þór               | Akureyri      |
| Þróttur           | Reykjavík     |

## Classifica finale
|  | Pos. | Squadra           | Pt | G  | V  | N | P  | GF | GS | DR  |
|  | ---- | ----------------- | -- | -- | -- | - | -- | -- | -- | --- |
|  | 1.   | Grótta            | 43 | 22 | 12 | 7 | 3  | 45 | 31 | +14 |
|  | 2.   | Fjölnir           | 42 | 22 | 12 | 6 | 4  | 49 | 22 | +27 |
|  | 3.   | Leiknir           | 40 | 22 | 12 | 4 | 6  | 37 | 28 | +9  |
|  | 4.   | Víkingur Ólafsvík | 34 | 22 | 9  | 7 | 6  | 28 | 20 | +8  |
|  | 5.   | Keflavík          | 34 | 22 | 10 | 4 | 8  | 31 | 27 | +4  |
|  | 6.   | Þór               | 34 | 22 | 9  | 7 | 6  | 31 | 30 | +1  |
|  | 7.   | Fram Reykjavík    | 33 | 22 | 10 | 3 | 9  | 33 | 32 | +1  |
|  | 8.   | Afturelding       | 23 | 22 | 6  | 5 | 11 | 30 | 37 | -7  |
|  | 9.   | Magni             | 23 | 22 | 6  | 5 | 11 | 27 | 49 | -22 |
|  | 10.  | Þróttur           | 22 | 22 | 6  | 4 | 12 | 36 | 40 | -4  |
|  | 11.  | Haukar            | 22 | 22 | 5  | 7 | 10 | 31 | 41 | -10 |
|  | 12.  | Njarðvík          | 15 | 22 | 4  | 3 | 15 | 23 | 44 | -21 |

      Promosse in Úrvalsdeild 2020.
      Retrocesse in 2. deild karla 2020.
Tre punti per la vittoria, uno per il pareggio, zero per la sconfitta.
In caso di arrivo di due o più squadre a pari punti, la graduatoria verrà stilata secondo la classifica avulsa tra le squadre interessate che prevede, in ordine, i seguenti criteri:
- Punti negli scontri diretti.
- Differenza reti negli scontri diretti.
- Differenza reti generale.
- Reti realizzate in generale.
- Sorteggio.